# 揚皮爾

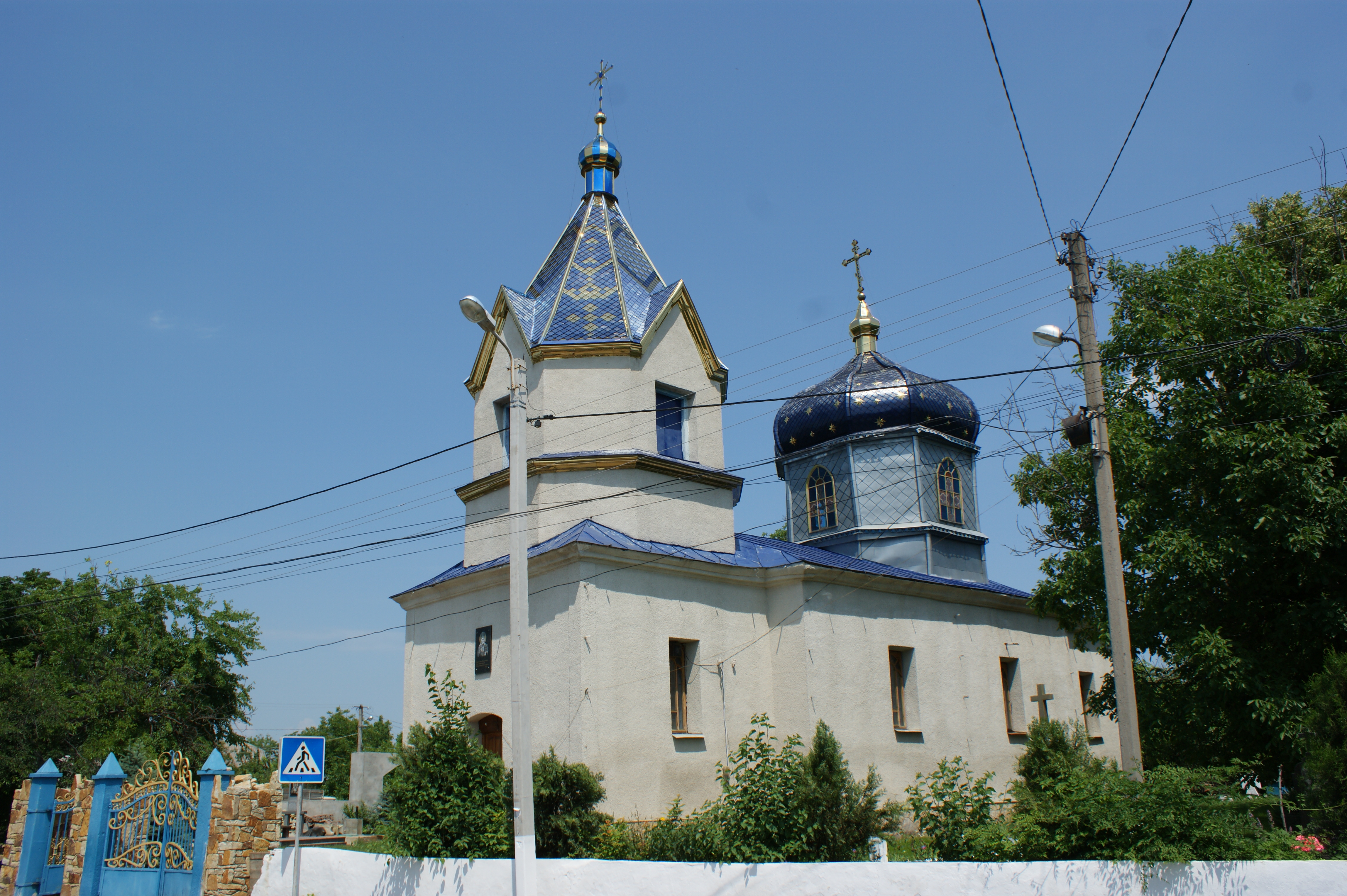
教堂

揚皮爾（烏克蘭語：Ямпіль，羅馬化：Yampil，發音：[ˈjampʲilʲ] ⓘ），亦按俄語译为扬波尔，是烏克蘭中部文尼察州莫希利夫-波迪利斯基区扬皮尔市镇的城市及行政中心。距離州府文尼察112公里，面積9.5平方公里，海拔高度81米，2011年人口11,302。
第二次世界大戰期間，納粹德國在1941年7月21日至1944年3月20日佔領該市。